# Navis actuaria
Navis actuaria (Plural: naves actuariae) bezeichnet ein schnelles, gerudertes Transportschiff der römischen Flotte.
Der Marinetransporter hatte eine Reihe Riemen (in der Regel 30, also an jeder Seite 15, größte Schiffe 50) und Besegelung. Er eignete sich auch für den Transport von Pferden und Nachschub. 
Man nimmt an, dass eine Actuaria 21 m Länge und 6,50 m Breite aufwies. Der Tiefgang muss gering gewesen sein (ca. 0,80–0,90 m). Zumeist waren die actuariae nicht bewaffnet. 
Von der Navis actuaria ist der spätantike Schiffstyp der Navis lusoria zu unterscheiden, die ein schmalgebautes Patrouillenboot war.